# Osaka Metro 本町ビル
Osaka Metro 本町ビル（おおさかめとろほんまちビル）は、大阪府大阪市中央区本町（御堂筋沿い）にある超高層ビル。2025年4月30日までの旧名称は本町ガーデンシティ。

## 概要
積水ハウスにより、本町コアビルと有楽ビルの跡地に建設された。都市再生緊急整備地域内に位置しており、大阪都市計画都市再生特別地区（本町三丁目南地区）の都市計画決定を受け、コリドールや通り抜け通路等の公共的空間の整備を行うこと、容積率1300%と景観誘導基準を超えた約130mの高さを実現している。
地下2階から地上2階は主に店舗、3階から10階がオフィス、11階から27階はホテルの、複合施設となっている。
積水ハウスより、2015年5月にオフィス部分、2017年5月にホテル部分が、積水ハウス・リート投資法人に譲渡された。
2024年に積水ハウス・リート投資法人はベントール・グリーンオークに対して、ホテル部分を213.5億円、オフィス部分を445億円で譲渡した。
オフィス部分を大阪市高速電気軌道（Osaka Metro）が取得し、2025年5月1日に「Osaka Metro 本町ビル」となった。

## 入居者
ホテル部分（11F-27F）
- セントレジスホテル大阪

オフィス部分（3F-10F）
- 岩谷産業（本社）

## 受賞等
- 大阪まちなみ賞第31回奨励賞（2011年）[7][8]
- 第5回大阪サステナブル建築賞大阪府知事賞（2011年度）[9][10]
- DBJ Green Building認証 4つ星[11]
- CASBEE不動産評価認証 Sランク[12]

## 交通アクセス
- 大阪市高速電気軌道(Osaka Metro)御堂筋線：本町駅直結